# マーシオ・フェイトーザ
マーシオ・フェイトーザ（Marcio Feitosa、1976年5月16日 - ）は、ブラジルの男性柔術家、総合格闘家。リオデジャネイロ州リオデジャネイロ出身。グレイシーバッハ所属。
ムンジアルでは、黒帯レーヴィ級 (-73kg) で7年連続（1997年 - 2003年）で決勝に進出している。レオナルド・サントス、レオナルド・ヴィエイラ、ビトー・"シャオリン"・ヒベイロと共にレーヴィ級四天王と称された。

## 来歴
2000年3月、アブダビコンバット77kg未満級で第3位入賞。
2000年8月27日、修斗で三島☆ド根性ノ助と対戦し、引き分け。
2001年4月、アブダビコンバット77kg未満級で優勝を果たした。
2006年7月、3年振りのムンジアルでは階級を一つ下げてペナ級(-67kg)で出場する。緒戦で耳を裂傷し出血、以降は包帯を頭に巻いた状態で勝ち上がるも、決勝ではフーベンス・シャーレスに敗れ準優勝となった。

## 戦績

### 総合格闘技
| 総合格闘技 戦績 | 総合格闘技 戦績 | 総合格闘技 戦績 | 総合格闘技 戦績 | 総合格闘技 戦績 | 総合格闘技 戦績 | 総合格闘技 戦績 |
| --------------- | --------------- | --------------- | --------------- | --------------- | --------------- | --------------- |
| 2 試合          | (T)KO           | 一本            | 判定            | その他          | 引き分け        | 無効試合        |
| 0 勝            | 0               | 0               | 0               | 0               | 1               | 0               |
| 1 敗            | 0               | 0               | 1               | 0               | 1               | 0               |

| 勝敗 | 対戦相手                 | 試合結果          | 大会名                        | 開催年月日    |
| ×    | バート・パラスゼウスキー | 4分3R終了 判定1-2 | IFL: Gracie vs. Miletich      | 2006年9月23日 |
| △    | 三島☆ド根性ノ助          | 5分3R終了 判定0-1 | 修斗 R.E.A.D. 〜2000 SHOOTO〜 | 2000年8月27日 |

## 獲得タイトル
- 1997年 世界柔術選手権（ムンジアル） 黒帯レーヴィ級(-73kg) 優勝
- 1998年 世界柔術選手権 黒帯レーヴィ級 準優勝
- 1999年 世界柔術選手権 黒帯レーヴィ級 準優勝
- 2000年 世界柔術選手権 黒帯レーヴィ級 準優勝
- 2001年 世界柔術選手権 黒帯レーヴィ級 優勝
- 2002年 世界柔術選手権 黒帯レーヴィ級 優勝
- 2003年 世界柔術選手権 黒帯レーヴィ級 準優勝
- 2006年 世界柔術選手権 黒帯ペナ級(-67kg) 準優勝
- 1998年 ブラジル柔術選手権（ブラジレイロ） 黒帯レーヴィ級 準優勝
- 1999年 ブラジル柔術選手権 黒帯レーヴィ級 優勝
- 2000年 ブラジル柔術選手権 黒帯レーヴィ級 優勝
- 2001年 ブラジル柔術選手権 黒帯レーヴィ級 準優勝
- 2000年 第3回 アブダビコンバット 77kg未満級 3位
- 2001年 第4回 アブダビコンバット 77kg未満級 優勝
- 2005年 第6回 アブダビコンバット 66kg未満級 3位